# Passiv skanning

## Passiv scanning ~ ( Passive Scanning - eng )( Computer Netværk )
Passiv skanning er noget man bruger når man omtaler WiFi (trådløst netværk) nærmere specifikt wLAN standarden 802.11, som i dag er den mest udbredte wLAN standard ( år 2013 ).
802.11 standarden kræver at Acces Points 
( forkortet: AP ),(Acces point ~ det er fx det vi connecter til på skoler, cafeer, eller bare vores trådløse netværk i hjemmet for at komme på nettet, et AP er forbundet med en router - for at vi kan kommunikere med og over Internettet. Det er en måde at øge rækkevidden på ens trådløse netværk/gøre det større ) 
udsender beacon frames som indeholder Acces Pointens SSID og MAC-adresse. 
Passiv skanning er en måde at skanne kanaler (channels) og lytte efter beacon frames, som er udsendt af de acces points (AP) der er i nærheden af ens trådløse endhed (det kan være en smartphone, laptop, ipad osv.) Det er den måde vi kan se de forskellige netværk vi kan (har mulighed for at) logge på i Windows eller Mac OS X.